# Victor Rasuk
Victor Rasuk (* 15. ledna 1984) je americký herec s dominikánskými kořeny. S herectvím začal již ve svých 15 letech v roce 1999. Ve Spojených státech je známý především svým účinkováním v televizních seriálech (například Zákon a pořádek, Stalker, Colony a další), ve filmové tvorbě se pak objevil například ve filmu Godzilla (2014) a zejména pak ve vedlejší roli ve všech třech filmech úspěšné série erotického romantického dramatu Padesát odstínů (Padesát odstínů šedi, 2015; Padesát odstínů temnoty, 2017 a Padesát odstínů svobody, 2018).